# Neoempheria borgmeieri
Neoempheria borgmeieri är en tvåvingeart som beskrevs av Edwards 1940. Neoempheria borgmeieri ingår i släktet Neoempheria och familjen svampmyggor. Inga underarter finns listade i Catalogue of Life.